# Čihadlo (přírodní rezervace)
Čihadlo je přírodní rezervace v katastrálním území obce Babice nad Svitavou v okrese Brno-venkov. Nachází se v chráněné krajinné oblasti Moravský kras v polesí Bílovice nad Svitavou a její rozloha činí 55,28 hektarů. Přírodní rezervace byla vyhlášena dne 1. října 1976. Nacházejí se zde přirozené listnaté porosty na devonském vápenci s bohatým výskytem chráněných a ohrožených druhů rostlin. Na severozápadním okraji území se vyskytují krasové jevy.